# William Newmarch
William Newmarch, född 28 januari 1820 i Thirsk, Yorkshire, död 23 mars 1882 i Torquay, var en engelsk nationalekonom och statistiker.
Newmarch innehade 1862-81 en hög ställning i bankirfirman Glyn, Mills & Co. Han är känd för sina 1859-61 utarbetade sammanställningar av prisindex. Dessa publicerades 1864 i tidskriften "The Economist", som därefter successivt fortsatte dessa sammanställningar.